# Facultad de Ingeniería (BUAP)
La Facultad de Ingeniería es la Institución Educativa Pública de la Benemérita Universidad Autónoma de Puebla que ofrece la licenciaturas en Ingeniería Civil Archivado el 29 de diciembre de 2019 en Wayback Machine., Ingeniería Topográfica y Geodésica Archivado el 22 de septiembre de 2017 en Wayback Machine., Ingeniería Mecánica y Eléctrica Archivado el 28 de enero de 2020 en Wayback Machine.,  Ingeniería Industrial Archivado el 27 de julio de 2020 en Wayback Machine., Ingeniería Textil Archivado el 24 de febrero de 2020 en Wayback Machine. e Ingeniería Geofísica Archivado el 29 de diciembre de 2019 en Wayback Machine..

## Historia
Orígenes (1869 - 1936)
Los orígenes de la actual Facultad de Ingeniería de la Benemérita Universidad Autónoma de Puebla, se remontan a la época de la Intervención francesa y caída del segundo Imperio, cuando, una vez restaurada la República, principia una época de bonanza para la vida del Colegio del Estado y su transformación total dentro de la trayectoria liberal. Se inicia el impulso a las carreras científicas surgiendo de manera oficial la carrera de Ingeniero Topógrafo e Hidromensor. En 1875 la población del Colegio es de 332 alumnos, de los cuales 66 son de Ingeniería. 
Una ley elaborada por el Gobernador Dr. Alfonso Cabrera en el año de 1917 establece que la carrera de Ingeniero otorgaría el título de Ingeniero Civil, denominación que a partir de esta fecha pasaba a ser el nombre oficial de la carrera. 
Facultad de Ingeniería  Civil (1937 - 1968)  
El 14 de abril de 1937, a iniciativa del Gral. Maximino Ávila Camacho, quedó legalmente instituida la Universidad de Puebla. La inauguración solemne se realizó el 22 de mayo del mismo año. Ese día en el Salón de Actos, el Rector Lic. Manuel L. Márquez toma protesta como primer Director Honorario de la Escuela de Ingeniería Civil al Ing. Arcadio Medel Marín. De este modo se inicia la segunda etapa de vida de la Escuela de Ingeniería de nuestra institución. 
La Escuela de Ingeniería se instaló en los salones del tercer patio del Edificio Carolino en el sitio más conocido como "las catacumbas". Medel Marín se convirtió en Director de la Escuela de Ingeniería de 1937 a 1945, período en el cual se presenta un incremento sostenido de la cantidad de alumnos. 
Después de los movimientos estudiantiles de 1961, se nombra Director de la Facultad de Ingeniería al Ing. Felipe Spota Márquez, quien permanece poco tiempo y es reemplazado por el Ing. Francisco Melgarejo Nanni, quien a su vez solicita licencia ese año y es reemplazado por el Ing. Antonio Osorio García finalmente el 5 de diciembre de 1963.  
Ciudad Universitaria  (1968 - 1992)  

En este período se sigue consolidando la  escuela y a fines de 1968 se traslada a la recién inaugurada Ciudad Universitaria, a los edificios construidos exprofeso para la Facultad y que son los que ocupa actualmente. 
Dado el crecimiento que experimenta la escuela en la década de los setenta, se consideró necesario ofrecer otra alternativa a los estudios de ingeniería por lo cual se aprueba en octubre de 1972 la creación de la carrera de Ingeniero Topógrafo. Los cursos se inician en octubre de 1973.   
En 1991, durante la gestión del Dr. Jorge Antonio Rodríguez Morgado como Coordinador General, el H. Consejo Universitario autoriza la creación de Ingeniería Mecánica y Eléctrica. Los cursos de esta se inician en otoño de 1992 y la escuela pasa a llamarse Escuela de Ingeniería Civil y Tecnológica. 
Crecimiento (1992 - 2021)  
En el año de 1993 se crea la primera maestría dentro de la Facultad de Ingeniería, que es de Tránsito y Transporte. 
Esta acción se toma durante la administración del Dr. Jorge Antonio Rodríguez Morgado, en la cual se acuerda establecer estudios superiores en disciplinas afines a la ingeniería. 
Durante la administración del Mtro. Nicolás Fueyo McDonald, en otoño de 1997, ingresan los primeros alumnos de dos nuevas Ingenierías: Industrial y Textil y se inician cuatro nuevas Maestrías: en Construcción, en Estructuras, en Ingeniería Ambiental y en Ingeniería especialidad en Geotecnia, que empiezan a impartirse en 1998.  
El 27 de mayo de 1998 por acuerdo del H.  Consejo Universitario, el nombre de esta Unidad Académica pasa a ser el de Facultad de Ingeniería. En el otoño de 2001 se inician los cursos para la nueva rama de Ingeniería Geofísica siendo la carrera más joven de todas. 
Desde el año 2004 hasta el 2012 la Facultad de Ingeniería fue dirigida por el Mtro. José Ignacio Morales Hernández, quien realizó la gestión para la construcción de nuevos espacios, como son el laboratorio “Joaquín Ancona Albertos”, el edificio de Posgrado y Educación Continua (108B), el edificio de Autoacceso (108E), el módulo de baños, el laboratorio de acabados textiles para el Colegio de Ingeniería Textil y el Centro de Desarrollo PLM, que se ubica en el tercer nivel del edificio 108 E, apoyando a los colegios de Ingeniería Civil, Ingeniería Mecánica y Eléctrica e Ingeniería Industrial. 
Asimismo se adquirieron  más de 1250 nuevos equipos para el Laboratorio Integral de nuestra Facultad y más de 600 nuevos equipos entre computadoras, cañones, pizarrones electrónicos e impresoras.  En marzo de 2006 se acreditaron ante el Consejo de Acreditación de la Enseñanza de la Ingeniería (CACEI), tres de nuestros programas: Ingeniería Civil, Ingeniería Topográfica y Geodésica e Ingeniería Mecánica y Eléctrica, posteriormente el programa de Ingeniería Industrial y recientemente los programas de Ingeniería Textil e Ingeniería Geofísica.  
Por otra parte, los seis programas de licenciatura que se imparten en esta Unidad Académica ya han sido evaluados y se encuentran en el Nivel 1 de calidad del los Comités Interinstitucionales para la Evaluación de la Educación Superior (CIEES), por lo que el 100% de nuestra matrícula cursa su licenciatura en programas de calidad acreditada.
En marzo de 2012 se realizó  cambio de administración y a partir de entonces el director es el M. I. Edgar Iram Villagrán Arroyo, quien ha realizado las gestiones necesarias para el incremento de salones en el edificio ELB y la adaptación de un área de estudio para trabajo de los estudiantes, así como la Vinculación con instituciones nacionales y extranjeras.                                                                                                                                                                                                                                                                                                                          
En 2016 tomó protesta como Director el M.I. Fernando Daniel Lazcano Hernández.  
Los logros de la Facultad de Ingeniería durante esta administración, fue la internacionalización y la vinculación social, fueron el resultado del trabajo en equipo de sus académicos, administrativos y estudiantes. 
También un destacable suceso y un orgullo ser el primer centro evaluador para la certificación nacional e internacional de Competencias Básicas y Transversales para el Trabajo y la Educación por parte del American Testing Collage. En 2020 es nombrado director de la Facultad el M.I. Ángel Cecilio Guerrero Zamora. 

## Títulos
En la Facultad de Ingeniería se ofrecen 6 carreras:
- Ingeniería Civil
- Ingeniería Topográfica y Geodésica
- Ingeniería Mecánica y Eléctrica
- Ingeniería Industrial
- Ingeniería Textil
- Ingeniería Geofísica

y 5 maestrías en Ingeniería con especialización en:
- Construcción
- Geotecnia
- Estructuras
- Sistemas Eléctricos de Potencia
- Tránsito y Transporte